# لمنة متناصفة
لمنة متناصفة (الاسم العلمي:Lemna dimidiata) هي نوع غير مؤكد من النباتات يتبع جنس اللمنة من الفصيلة اللوفية.